# ミスターどん兵衛
『ミスターどん兵衛』（ミスターどんべい）は、1980年公開の日本映画。どん兵衛プロダクション製作、配給・東映。

## 概要
映画通(狂)を自認する山城新伍の第1回監督作品で、山城が、企画、製作、監督、脚本(共同)、主演を兼ねる。
タイトルは、当時山城と川谷拓三のコンビCMで人気を博した日清食品のうどんカップ麺「どん兵衛」から。
当時で映画歴21年の山城が、それまで見たこと、聞いたこと、感じたことを総特集する映画界の内幕もの。映画のことしか頭にないB級映画監督とサードの助監督を中心に、映画づくりの現場や映画人の職人気質的な滑稽さをシニカルに描く。時事ネタとして当時映画界の話題を独占した『影武者』のパロディ等を取り入れている。五木ひろしが初めて映画音楽を担当した。

## スタッフ
- 監督・企画・製作 - 山城新伍
- 脚本 - 山城新伍、内藤誠、梶間俊一
- 音楽監督 - 五木ひろし
- 音楽協力 - 槌田靖識（土田治一）
- 撮影 - 中島芳男
- 美術 - 今村力
- 編集 - 田中修
- 録音 - 宮田重利
- 照明 - 山口利雄
- 助監督 - 阿井正樹、北村成一
- 企画協力 - 橋本新一
- スタジオ - 東映東京撮影所
- 協力 - 日清食品、マツダ

## キャスト
- 職人監督・夢野新吾 - 山城新伍
- 助監督・山谷拓二 - 川谷拓三
- 拓二の恋人・尚美 - 長谷直美
- 助監督・三木 - 住吉正博
- 助監督・横田 - せんだみつお
- 美術助手・原野 - 佐藤蛾次郎
- スクリプター・ミーコ - 中尾ミエ
- ワンマン所長・川路 - 梅宮辰夫
- 背景係・工藤 - 汐路章
- 監督・竜岡 - 寺田農
- マリ - 片桐夕子
- 清純女優・小竹かおり - 結城しのぶ
- 二枚目・吸血鬼 - 船戸順
- スター女優・冬子 - 加賀まりこ
- メーキャップ・ハナ子 - 和田アキ子
- 映画批評家・お松 - 坂本あきら
- パー子 - 石井愃一
- キャメラマン・鴨川 - 深江章喜
- 撮影チーフ・団 - 佐藤晟也
- 録音技師・六さん -  鈴木ヤスシ
- マイクマン・マイク - 轟二郎
- 照明部 - 曽根晴美
- 守衛さん・レレレ - 三谷昇
- 白沢明 - 由利徹

## 製作

### 企画
映画の冒頭、梅宮辰夫扮するガラの悪い撮影所長が、スタッフを前に「おまえら、耳をかっぽじってよお聴けよ。わしが今から商業主義のリアリズムいうもんを教えたる。わが大東映画が栄えたんは、その独創性においてではなく、実に古今の名作を盗みまくってきたからなんじゃ。わしは企画者や監督のオリジナリティなんてもんは絶対に信用せん！ ええか、ここでヒットした作品を見てみい。『網走番外地』は『手錠のままの脱獄』、『不良番長』は『地獄の天使』とみんな盗んだもんやないか!  ま、一生懸命盗んでも、おまえらの才能ではモトネタと似ても似つかんものになるから問題も起きん」と演説するが、この撮影所長のモデルは岡田茂。山城は「その頃の東映をパロディにしたくて『ミスターどん兵衛』を作った」「当時はパクリばっかだったし、岡田さんが『こんなもん、何で原作使わないかんのか! パクれパクれ！』と言っていた」などと話している。このネタができたのは、岡田は山城の恩師だったためで、岡田は山城と花園ひろみの仲人だった。また『キネマ旬報』1976年6月上旬号の高田純との対談で 山城「僕は日本の映画が実録路線全盛の時に、なぜ『イヴの総て』や『サンセット大通り』をやらなかったのか、不思議で仕方ないんです。臭いものにはフタじゃなくて、映画界の腐敗ぶり、あせりみたいなものを面白おかしく出せる材料は幾らでもある筈でしょう。『実録・東映株式会社』なんてやったら面白いですよ。悪いヤツいっぱいいるもの(笑) それは広島ヤクザなんかより、よっぽど人脈が入り乱れてますからね...」 高田「『仁義なき戦い・東撮対京撮』なんて、今やっても大傑作になるんじゃないですか。撮影所の中を舞台にした作品は、日本でも何本かあった気はしますけど、本格的な内幕ものは無かったですね」 山城「これは苦肉の策でね。外へ出るのが高くつくみたいなことで、新東宝の末期なんかに『撮影所殺人事件』なんてのが確かにありました」というやりとりがあり、映画の構想はこの辺りからあり、エピソードの多くは1960年代～1970年代の東映と見られる。監督第一作を撮るにあたり、最初はシリアスものを考えたが、パロディが出来る世の中になったと踏んでコメディに方向転換、また青春ものとか自分の理想とする話とかはクサいと考え、あえて軽薄なコメディ、誰でも楽しめる娯楽映画を撮ることにした。山城は「中身もないのに本屋のオッサン（角川春樹）が金かけて作ったりしてる。それならそれを逆手にとって、イージーにイージーに作ってやろうと思った」などと述べている。
映画についての博識ぶりをかねてから雑誌、テレビなどで披露していた山城は、当時の大作主義には批判的で、「これまで誰も描かなかった映画界内幕もの。斜陽化した映画界の実情も描きたいし、テレビのように15秒、30秒のギャグをつめ込んだ1時間45分の作品にしたい」」と意欲を述べた。当時の映画誌では『アメリカの夜』を引き合いに出すものが多かった。
共同脚本の内藤誠は「山城は『不良番長シリーズ』や『夜遊びの帝王シリーズ』とかで、『カントクはいつも、コンテ、コンテで気の毒なショウバイだな』と、私を憐れんでいたが、やがて自分も監督をしたいと言い出した」と述べている。

### スポンサー
山城が1979年夏頃から映画製作を準備し、当時まだ東映の所属だった山城が、東映に企画を持ち込んだら「自分で勝手にお作り下さい」といわれた。他の映画会社も製作費払底で無理だろうと、当時は他産業からの映画製作進出が活性化していたため、「本屋（角川書店）、百貨店（三越）、化粧品屋（資生堂）から外部導入して映画作りができるんなら、そば屋にもできないことはないだろう」と思い立ち、CMをやっていた日清食品の安藤百福社長にお願いに上がり、「映画を作りたいんですが」と頼むと、安藤から「分かりました。お金を出しましょう。5億円くらいでいいですか？」と言われたため、山城がビックリし、「いえ、そんなに要りません。そんなにあっても使い道が分かりませんから」と答え、「じゃあ3億円で」と言われビビり、「多すぎます」と返事し、結局8000万円で手を打ち、日清が製作費を全額出資した。日清からは川谷を共演者にすることを条件に出された。山城、川谷の共演なら、観客はカップうどんを連想し、映画自体が商品の宣伝になる。山城と川谷のコンビCMで「どん兵衛」の売上げが倍増になったといわれ、きつねどん兵衛だけで年間売上げ200億円だったため、大した金額ではなかった。
1979年4月に岡田東映社長が東映の新しい興行形態として東映シネマサーキット（TCC）の発足を発表し、「長年のやくざ路線で、社内の企画は発想が古く、現代にマッチするプロデューサーやライターが不足している。アメリカでも若い名もない監督（ジョン・ランディスを指す）やプロデューサーがスターを使わないで映画を作り、ヒットさせている時代だから、門戸を開放して若手が出てこられるチャンスを与えようというわけだ。勿論若手だけでなく伊藤俊也に撮りたい映画があるなら、半分出資しておやんなさい、山城新伍がインスタント食品会社と一緒に金を出して監督作品を作るという話もあるからそれもよかろうし、京都の映画村も企画を持っているから、リスクを負担してやれということ。映画館主だって東映映画が当たらないと文句を言うなら企画して作ればいい。ATGは専門館が少ないから一億円の配収を上げるのは難しいが、ウチなら二億円以上も可能だ」と説明した。TCCは、東映グループ作品、独立プロとの折半作品、独立プロへの全額出資作品の三種類を東映の配給チェーンに乗せるというプロジェクトで、ATGは独立プロとの折半作品を基本としていたため、TCCはATGの娯楽作品版ともいわれた。この岡田の話から『ミスターどん兵衛』は1979年春には東映に企画が持ち込まれており、日清食品が製作費を全額出資しなくても東映が出資を予定し『下落合焼とりムービー』や『狂い咲きサンダーロード』などと同じように当初はTCCチェーンでの上映予定だったことが分かる。

### 配給
1970年後半に日本でもヒットした『ケンタッキー・フライド・ムービー』『Mr.Boo!ミスター・ブー』を捩り、はじめは『ミスター・ムービー』というタイトルを考えていたが、それなら宣伝にと居直り、タイトルを『ミスターどん兵衛』にした。このタナボタぶりに日頃、資金調達に走りまわる他のプロデューサーたちを羨ましがらせた。また当時大作一本立て時代が来て、東映は特に岡田社長が外部資本との提携と外注作品の導入を強く打ち出したため、年間50本作っていたブロックブッキングが崩壊し、助監督が監督に昇進するチャンスがほとんどなくなっていた。山城は「昨日まで一緒に麻雀していた助監督連中が口を聞かなくなった」と話している。山城は「流行遅れにならないように、六ヶ月先のギャグを計算している。東映の配給をアテにしているが、完成したところで競売にかけて配給会社を決めてもいい」と鼻息荒かったが、スポンサーがはっきり決まったことで東映が配給を引き受けた。製作の公表は1979年8月末。『下落合焼とりムービー』が1979年6月に公開され、興行成績は不明だが東映は「この企画が出た背景には『Mr.Boo!ミスター・ブー』の大ヒットもあり、今だと面白い喜劇ができるのではというヨミがあります。山城のプラスアルファーに期待しています」と話した。

### 脚本
脚本は山城の親友・内藤誠と梶間俊一。内藤は「ホンを書いてる途中に恩師・木村毅が亡くなったので梶間に手伝ってもらった」と話している。アイデアは山城が出し、内藤が脚本にまとめ、のちに梶間が加わった。ゲスト出演が多いため、内藤は現場で台詞を書くこともあった。

### 撮影
当初は1979年10月1日クランクイン、映画の日のある同年12月公開を目指していたが変更。
正式に映画の製作が決定したのは1979年10月末で、東映の撮影所が空くのを待って撮影に入った。山城は東映の京都、東京の両方の撮影所で活躍した人だが、川谷はほぼ京都。しかし撮影は東映東京撮影所で行われた。当時、東映京都撮影所は、太秦映画村で大賑わいだったが、東京撮影所はかなり過疎っていた。「役者の生理というのはね、とにかく早く撮ってもらいたいんですよ」と役者の心情をよく知る山城は早撮りで、待ち時間ほぼなし。朝9時撮影開始、お昼1時間休憩を挟み、午後4時撮影終了。撮影日数17日で撮り上げた。1980年4月頃の公開を目指した。

### 監督&キャスティング
山城新伍は「帝王シリーズ」などを観たテレビプロデューサーから、トルコ風呂（ソープランド）の突撃ルポなどの仕事を受けてテレビバラエティに進出し、ここで見せた話芸に注目した『独占!男の時間』（東京12チャンネル（現・テレビ東京、1975年―1977年）のプロデューサーに同番組のMCに抜擢され、博識と下ネタ混じりの歯切れのいい辛口トークで新しいMC像を作った俳優出身のMCのハシリであった。1980年当時で7本のレギュラーを持つ売れっ子テレビタレントだった。岡田茂は「山城は器用貧乏なところがあって、才能がありながら映画では芽が出なかった。その潜在的な才能が開花したんだろうな。あんなに機智に富んだ才能があるとは思わなかったよ」などと評した。付き合いの広さは映画界随一と自認する山城だけに、山城と付き合いのある人たちが集結した。長谷直美は山城がMCを務めていた『独占!男の時間』でアシスタントを務め、和田アキ子も山城がMCの『笑アップ歌謡大作戦』（テレビ朝日）でレギュラー出演していた。この他、若山富三郎や梶芽衣子、西田敏行、泉ピン子なども出演予定があり、川谷と西田が助監督、白沢明役には『影武者』で弟の勝新太郎を降ろした若山をキャスティングし、スター女優は梶を予定していた。音楽には「ゴダイゴやツイストばっかりが音楽じゃないのよ」と山城が五木ひろしに頼んだ。

### 撮影
1979年10月24日、東映東京撮影所でクランクイン。撮影はほとんど同撮影所とその近辺の喫茶店などで行われた。
その他、国会議事堂前。撮影日数17日。

## 宣伝
宣伝文句は「サッこの世のあらゆる権威をパロッちゃえ!ギャグっちゃえ!……抱腹絶倒大嘘篇、あァ、ポエムだなァ、メルヘンだなァ」。

## 興行
封切り直前の『週刊読売』に「4月5日から東映系上映作は地区別に『ミスターどん兵衛』『甦れ魔女』（主演：磯貝恵、監督：佐藤純彌）『仁義なき戦い・総集編』。この変則システム、大作前のだぶつき作品消去法と見たが...」などと書かれ、『ロードショー』1980年5月号に「東映は『ミスターどん兵衛』。併映は『白馬童子 南蛮寺の決斗』。東映は『甦れ魔女』も公開」と書かれている。『週刊現代』1984年4月10日には「東映関係者は『日清食品が製作費6000万円を融通した映画ですが、前売り券も二万枚しか引き受けてもらっていない。何十万枚の単位なら全館公開でやります』と暗に興行は期待できない口ぶり」と書かれている。
1980年の春の映画興行は、邦画・洋画各社とも『影武者』（東宝配給）をにらみ合わせて番組を編成していた。『影武者』の封切りは、当初1980年4月12日と発表していたため、東映も当初1980年4月5日の枠は、この年開催されたモスクワオリンピックに便乗した岡田茂社長総指揮によるソ連との合作『甦れ魔女』を予定し、併映作には松坂慶子のダイニチ映配時代の主演映画『夜の診察室』を大映配給からフィルムを借りてリバイバル公開を予定し、上映予告までしていた。しかし松坂が当時松下電器提供のTBSの看板番組『江戸を斬る』でヒロインを務めていたため、『江戸を斬る』を下請け製作していた東映京都撮影所に、「松坂のイメージダウンにつながるような行為をするなら『江戸を斬る』の発注を引き上げる」と広告代理店らがクレームを付け、急遽『夜の診察室』の上映が中止された。このため、劇中に『影武者』のパロディーがある『ミスターどん兵衛』がここに差し替えられた。
当時の日本は反ソ感情が強く、1979年12月にソ連のアフガニスタン侵攻があって、翌1980年明けからアメリカを皮切りに各国のモスクワ五輪集団ボイコットが始まり、『甦れ魔女』の題材そのものがどんどん世間の関心を失う状態。山城は配収の取り分はどうなるか東映に聞いたら、7：3といわれた。山城は国民感情を逆なでするような『甦れ魔女』と併映になったら、客は入らないわ、収入の大部分は東映に行くわで、お先真っ暗と考え、東映に二本立てで、もっとも比率が安くなる作品は何かと聞いたら、東映側が冗談で「そりゃあ、新伍ちゃんのデビュー作『白馬童子 南蛮寺の決斗』やな。あれなら9：1ぐらいになるやろ」と言われた。山城は「そうして欲しい」と頼んだが、大半の劇場側からダメと言われた。山城は『甦れ魔女』との併映を断固拒否。東映に直営館を何館貸してくれるか聞いたら、20館と返事された。仕方なく『甦れ魔女』と『ミスターどん兵衛』は、一つの会社が同日に、二本の新作を別々に公開する異例の試みを行った。当時の東映の系列館は全国120館。全国25、或いは全国の15の劇場のみ『ミスターどん兵衛』『白馬童子 南蛮寺の決斗』の組み合わせで公開された。大作でもない『甦れ魔女』『ミスターどん兵衛』が、それぞれ一本立て興行されるとは考えにくいため、『ミスターどん兵衛』『白馬童子 南蛮寺の決斗』以外の劇場は、『甦れ魔女』『ミスターどん兵衛』『仁義なき戦い・総集編』が、地区別にこの内の二本、或いは三本が組み合わされて公開したものと見られる。東京都内のメイン劇場は『甦れ魔女』を上映している。杉作J太郎・植地毅著『仁義なき戦い 浪漫アルバム』82頁に「『総集編』は1980年4月5日に公開された」と書かれているが、2013年に東映ビデオから発売された『仁義なき戦い Blu-ray BOX』のボーナスディスク『仁義なき戦い・総集編』のパッケージには1980年4月公開としか記載がないため、『仁義なき戦い・総集編』は、同年4月に劇場によって異なる日に公開されたのかもしれない。
『影武者』の公開延期が1980年2月26日に正式発表され、2週間ズレ込んだことで東宝も含め、各映画会社、全国の劇場は対応で大ワラワになった。東映は全くダブらなくなり一応は喜んだが、その影響もなく『甦れ魔女』は大コケ。岡田社長は「苦労して製作したが誰も相手にしない。誰の興味も湧かさなかった」などと話した。『ミスターどん兵衛』はそこそこヒットしたといわれる。山城はテレビで「東映の三角マークは、 義理欠く、恥欠く、人情欠くの三欠くマーク」などと東映を散々コケにしていたため、岡田社長の肝煎り企画が山城の映画に負けるという失態であった。山城は採算はやっとペイできたと話している。　
この年の東映上半期の目玉作品は『柳生一族の陰謀』から始まった大作時代劇路線の最終作『徳川一族の崩壊』。『甦れ魔女』の極端な不振を取り返すべく、『徳川一族の崩壊』を「NHK大河『獅子の時代』を向こうにまわして幕末をスケールでっかく描いた」などと宣伝に注力し、ゴールデンウィークの大作映画として期待した。『影武者』の公開延期で『徳川一族の崩壊』公開が『影武者』のロングラン上映の五週目とかぶり、『影武者』で時代劇の面白さを堪能したファンが、他社の違う時代劇に目を向けるのではという予想もあったが、こちらの興行成績も期待外れに終わり、文字通り"崩壊"した。

## ソフト状況
封切公開後、一度も再上映はおろか、ビデオ、DVDともソフト化されておらず、視聴不可能な幻の映画の一つとされる。現場は東映東京撮影所が請け負ったが、製作はどん兵衛プロダクションという有限会社で、既に解散し権利ごと行方不明になっているとされる。「協力」とクレジットされた日清食品にもこの映画に関する記録は残っていないという。東映はフィルムは既にジャンク済みであるが、原版はまだ東映にあると説明している。廃棄理由については『有限会社どん兵衛プロダクション』の100％出資作品であり、7か月間の期間限定での受託配給だったからだとしている。原版はあるためソフト化や放送、配信の可能性は残るが、東映にその権利がなく難しい状況とされる。
ただし、テレビでは山城が1979年から2002年まで解説者を務めたサンテレビの『火曜洋画劇場』枠で1982年1月5日に1度だけ放送されたことがある。